# (6202) Georgemiley
(6202) Georgemiley (3332 T-1) – planetoida z pasa głównego asteroid okrążająca Słońce w ciągu 3,55 lat w średniej odległości 2,32 j.a. Odkryta 26 marca 1971 roku.